# Брылин, Александр Викторович
Алекса́ндр Ви́кторович Бры́лин (род. 7 декабря 1976, Благовещенск) — председатель «Межрегиональной ассоциации холодового плавания России», президент Амурской региональной общественной организации «Федерации „Аквайс-спорт“», двукратный рекордсмен «Книги рекордов России» и номинант «Книги рекордов Гинесса» по плаванию в персональной категории «Самая длинная дистанция, преодолённая пловцом в проруби».

## Биография
Родился 7 декабря 1976 года в городе Благовещенскe Амурской области.
После школы (1985—1991 гг. школа № 14) учился в ПТУ № 27 и закончил его в 1994 году с отличием. В 1992—1998 гг. работал грузчиком на таможне. В 1998—2000 гг. занимался предпринимательством. Окончил Дальневосточную Государственную Академию физической культуры на факультете физической культуры и спорта (бакалавриат и магистратура).
С восьмилетнего возраста занимался хоккеем на стадионе «Юность».
В семь лет переплыл реку Зея в Красноярово.
С 2000 года стал посещать клуб «Соратник», руководимый Н. Т. Дегтяревым.
Играет в футбол, бильярд, шашки. В 2003 году, когда команда спортсменов вернулась с соревнований в Даляне, была создана федерация.

## Занимаемые посты
- С 18 марта 2004 года — президент Амурской Региональной общественной организации «Федерация „Аквайс-Спорт“».
- С 2006 года — внештатный руководитель туристических групп в ООО «АКР».
- С 10 октября 2009 года — заместитель председателя «Межрегиональной ассоциации холодового плавания России».
- С ноября 2010 года — член координационного совета и заместитель председателя правления Амурского регионального отделения «Союза борьбы за народную трезвость».
- С 10 июня 2011 года — помощник депутата Законодательного Собрания Амурской области.
- С 28 июня 2011 года — председатель правления Амурского регионального отделения Общероссийской общественной организации «Союз коллекционеров России».
- С 07 мая 2003 года — член Всероссийской политической партии «Единая Россия».

## Спортивные достижения
- 2004 — чемпион области по русскому бильярду в абсолютном первенстве [источник не указан 4060 дней]
- 2005—2006 — абсолютный чемпион Алтайского края по марафонскому плаванию на Телецком озере[6]
- 2006:
  - Норвегия, чемпионат Европы, 3-е место в заплыве в Согне-фьорде на дистанции 3 км 800 метров[7]
  - полумарафон на реке Енисей, 20 км за 1 ч 52 м (t° воды +8 °C) (Красноярск, Россия)
- 2007:
  - организатор и участник заплыва через озеро Байкал по маршруту Ольхон — Гремячинск, 65 км. (t° воды +10 °C, +2,9 °C)
  - марафон на реке Енисей, 38 км за 3 ч 48 м. (t° воды +7°С, +9°С) (Красноярск, Россия)
- 2008 — рекорд России 1425 метров в проруби (12,5 м) за 34 мин 10 сек. (t° воды +0,1°С) — река Зея (Благовещенск, Россия)
- 2008—2010 — Организатор Великого Амурского заплыва по маршруту Албазино — Благовещенск — Хабаровск — Николаевск-на-Амуре — Сахалин (мыс Погиби) протяжённостью 2720 км (река Амур и Татарский пролив) посвящённого памятным датам Российского государства[8]
  - I этап, 2008 год. Албазино — Благовещенск, протяжённостью 672 км[9]
  - II этап, 2009 год. Благовещенск — Хабаровск, протяжённостью 1000 км[10]
  - III этап, 2010 год. Хабаровск — Сахалин (мыс Погиби), протяжённостью 1048 км[11]
- 2010:
  - рекорд России (t° воды +0,5°С) в проруби (25 м) 1700 м за 48 мин 56 сек., Зея (Благовещенск, Россия)[12][13]
  - Командное первенство сборной России на чемпионате мира в Словении[14]
  - Командное первенство сборной России на чемпионате в Китае, г. Далянь[15]
- 2011 — марафон на р. Енисей, 38 км (t° воды +6°С) (Красноярск, Россия)[16][17]
- Капитан сборной России:
  - 2004—2010 — на чемпионатах мира в КНР, Далянь
  - 2006 — на чемпионате мира в Финляндии, где команда заняла 2-е место в эстафете[18]
  - 2008 — на чемпионате мира в Англии[19]
  - 2010 — на чемпионате мира в Словении

## Семья
- Жена — Виктория Николаевна Брылина (Лухтан) (род. 1976)
- сыновья — Даниил (род. 1998), Ярослав (род. 2009)
- дочь — Ника Александровна Брылина (род. 2016)[20].

## Награды
- Диплом «Книги Рекордов России» за 2008 год — самая длинная дистанция, преодолённая пловцом в проруби — 1425 метров.
- Диплом «Книги Рекордов России» за 2010 год — самая длинная дистанция, преодолённая пловцом в проруби — 1700 метров.
- Архиерейская грамота Русской Православной Церкви, за подписью Архиепископа Благовещенского и Тындинского Гавриила за организацию праздника Крещения Господня.
- Благодарственное письмо губернатора города (2008 год) — за активную жизненную и гражданскую позицию.
- Благодарственное письмо мэра города Благовещенска (2009 год) — за активную общественную деятельность и пропаганду здорового образа жизни.
- Благодарность губернатора (2009 год) — за организацию 2-го этапа Великого Амурского заплыва по маршруту Благовещенск-Хабаровск.
- Благодарность председателя депутатов городской думы города Благовещенска (2009 год),
- Поздравление председателя депутатов городской думы города Благовещенска с 5-летием образования АРОО «Федерация Аквайс-спорт».